# Derek Raivio
Derek Raivio (Vancouver, 9 novembre 1984) è un ex cestista statunitense, professionista nella NBDL, in Europa e in Asia.

## Biografia
È fratello maggiore di Nik e figlio di Rick, entrambi cestisti.

## Palmarès
- Campionato ceco: 1

ČEZ Nymburk: 2014-15
- Coppa di Portogallo: 1

Benfica: 2017